# Read-only memory
Read-only Memory, ofta förkortat ROM, ("endast läsbart minne") är en typ av datorminne. Det är inte möjligt att skriva information till det här minnet eller på annat vis ändra dess innehåll, och det används därför i elektroniska enheter till att lagra programvara avsedd att styra hårdvaran.
Ursprungligen tillverkades ROM-kretsar färdiga med innehåll, men snart lanserades programmerbara minnen, så kallat PROM, som man kan skriva till en gång med en särskild skrivutrustning. Andra varianter är EPROM (erasable PROM), som man dessutom kan radera med hjälp av kraftig ultraviolett strålning och sedan skriva till igen, samt EEPROM (electrically erasable PROM), som kunde raderas elektroniskt. Det finns även en typ av PROM där varje minnesbit antingen kan lämnas oförändrad eller – men bara en gång – ändras från etta till nolla.
Flashminnen är en vidareutveckling av EEPROM, två transistorer per minnescell istället för en. Fördelen med EEPROM är att man kan radera små block i taget. I små EEPROM-kretsar kan man programmera och radera åtta bitar i taget, att jämföra med det typiska flashminnets blockstorlek på 524 288 bitar. Minnescellen i EEPROM är större, vilket innebär högre produktionskostnad.
Man kan även kalla en fil som lästs av från en ROM-krets för just ROM. Denna fil kan man antingen flasha till en egen krets, eller använda som fil i en emulator.